# Владан Радоман
Владан Радоман (Нови Сад, 1936 — Ница, 26. октобар 2015) био је српско-француски лекар и књижевник и један од оснивача међународних организација Лекари без граница и Лекари света.

## Биографија
Рођен је 1936. године у Новом Саду, а средњу школу и факултет је завршио у Београду.
Као лекар (хирург) радио је широм света у оквиру међународних хуманитарних мисија. Добитник је одликовања Официр Легије части и носилац националног ордена за заслуге, као и награде Француске академије. Одликован је и високим признањем Перуа, а такође је један од почасних чланова Удружења књижевника Србије. Објавио је више романа у Француској: „Грешка“ (1975), „Земља у изгнанству“ (1982), „Јаруга“ (1984), „Обесправљени“ (1986), „Београдске девојке ме никад нису волеле“ (1991), „Хармоникашев осмех“ (1993), „Ледени свитац“ (1995), „Плаво мистрал“, „Сироче од мора“, „Улица Бонапарта“ (2000), „Има ли сексуалног живота после смрти“ (2003), „Предајем се“ (2003), „Тројно правило“ (2005).
Нека од дела су преведена и на српски језик, а према роману „Ледени свитац“ у позоришту Мадленианум је 2005. године изведена истоимена представа у режији Тање Мандић Ригонат.